# Kaukasusbosmuis
De Kaukasusbosmuis (Apodemus hyrcanicus) is een knaagdier uit het geslacht bosmuizen (Apodemus) dat voorkomt in Zuidoost-Azerbeidzjan en in Noord-Iran, tot op 1830 m hoogte. Deze soort is de enige bosmuis in zijn verspreidingsgebied. Waarschijnlijk is hij het nauwste verwant aan de kleine bosmuis (A. uralensis). Deze soort werd oorspronkelijk geïdentificeerd in Azerbeidzjan, maar later ook in Noord-Iran. Mogelijk komt hij ook voor in Zuidwest-Turkmenistan.